# 繭
繭是昆蟲在蛹期時，蛹外的橢圓形絲質構造。

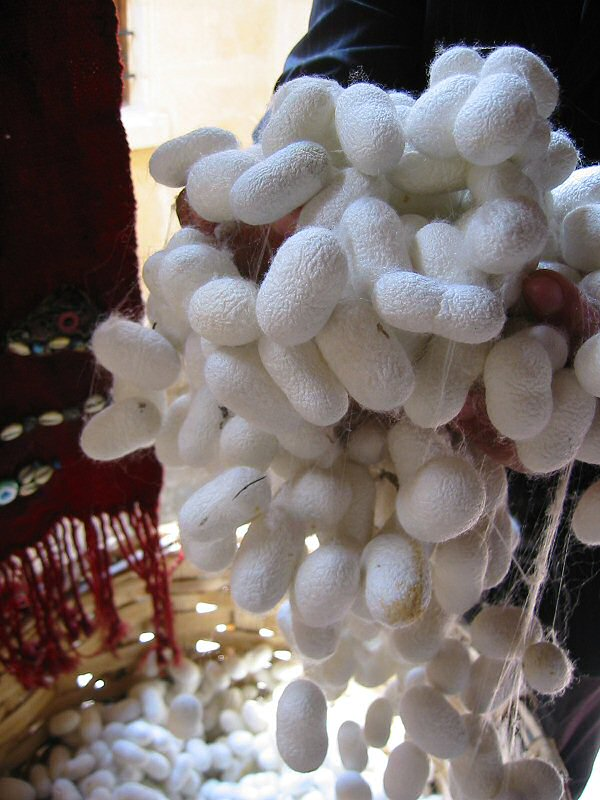
蠶繭

通常繭在鱗翅目中只有蛾類才擁有，因為蛾類造蛹時都在角落或者地底下，而蝶類則通常在葉背或樹枝上，以一條絲將自己的腰部固定住，之後就蛻皮變成蛹，無需用繭來保護自己。有些的甲蟲（金龜子）也會造土繭（繭的外圍還沾附著一層土）。繭的功能是在於保護蛹的安全。
造繭前必須先拉幾條絲做為支架，才可開始造繭。昆蟲在造完繭後，才開始化蛹。昆蟲們的絲都是從口器裡吐出來，有別於蜘蛛的絲從尾部拉出來。
最典型的蛾是蠶的成蟲，其繭分為白色及黃色兩種。繭比較大粒的是母的，比較小粒的是公的。透過人工大量養殖，繭的絲透過熱水燙過，就可抽絲剝繭，製造絲製品，此技術最早為中國人發明。